# Chaiya
Chaiya (em tailandês: อำเภอไชยา) é um distrito da província de Surat Thani, no sul da Tailândia. É um dos 19 distritos que compõem a província. Sua população, de acordo com dados de 2012, era de 50 314 habitantes. Sua área territorial é de 1.004,63 km².

## Geografia
A parte oriental do distrito é composta por áreas mais baixas e planas costeiras, enquanto que a região oeste é formada por montanhas da Cordilheira Phuket, incluindo o Parque Nacional de Kaeng Krung.